# Castillo de Tidö
El Castillo de Tidö (en sueco: Tidö slott) es un castillo situado a las afueras de Västerås en Västmanland, Suecia.

## Historia

### El anterior castillo
El primer edificio en el lugar era una casa medieval construida por la familia Gren en el siglo XV. En 1537, la familia Gren vendió el castillo a la reina consorte, Margarita Leijonhufvud (1516-1551). En 1540, su marido, el rey Gustavo Vasa, intercambió el castillo por el Castillo de Ekolsund y Tidö pasó a la familia Tott. Hoy en día, ruinas menores de la antigua casa pueden hallarse junto al actual edificio.

### El actual castillo
El actual castillo en Tidö fue construido por el influyente estadista y Alto Canciller Axel Oxenstierna en 1625-1645. El edificio fue construido en torno a un patio rectangular con el edificio principal al norte y tres alas enlazadas al este, oeste y sur. La entrada principal es a través de una bóveda en el ala sur.
En 1889, la familia von Schinkel compró Tidö y todavía lo tienen en posesión. Tidö es uno de los palacios barrocos mejor conservados de Suecia, en estilo renacentista holandés. En 1974, el coleccionista de juguetes Carl-David von Schinkel abrió un museo del juguete en Tidö, con una gran colección de juguete históricos, incluyendo antiguos juguetes de la familia real. Después de una fusión con la colección Seriemuseet en 2010, cuando el museo fue trasladado fuera del castillo a los establos adyacentes, el museo operó como Tidö leksaks- och seriemuseum. La colección fue trasladada a Estocolmo en 2017 y hoy forma el corazón del mueseo Bergrummet – colección de Tidö de juguetes y cómics en Skeppsholmen en Estocolmo.